# VG Oostende (8837)
VG Oostende was een Belgische voetbalclub uit Oostende. De club speelde na zijn oprichting in 1982 in de provinciale reeksen, tot men in 2005 voor het eerst de nationale Bevorderingsreeksen bereikte. De club was bij de KBVB aangesloten met stamnummer 8837 en had geel en rood als clubkleuren. De club kwam in het seizoen 2013/14 uit in Eerste Provinciale, maar ging in november 2013 vrijwillig in vereffening.

## Geschiedenis
In 1904 werd in Oostende de club Van Neste Genootschap Oostende (afgekort VG Oostende) opgericht, die later stamnummer 31 kreeg. Deze club kreeg in 1929, bij het 25-jarige bestaan, de koninklijke titel en werd voortaan KVG Oostende genoemd. De club speelde meestal in de lagere nationale reeksen (Derde en Vierde Klasse), maar verscheen ook enkele seizoenen in Tweede Klasse. De jarenlange stadsrivaal van VG was AS Oostende, dat met stamnummer 53 speelde. Deze club is iets succesvoller geweest en speelde enkele jaren op het hoogste niveau. Aan het einde van de jaren '70 zakte echter ook ASO weg naar de lagere reeksen. In 1981 besloten de clubs om te fusioneren. De fusieclub heette KV Oostende, en speelde verder met het stamnummer 31 van KVG Oostende. Bijgevolg nam de nieuw club ook het palmares en de geschiedenis van het oude VG over.
Enkele supporters wilden de oude naam echter in stand houden. In 1982 werd daarom een nieuwe club opgericht, Football Club Oostende Voetbal Gemeenschap. De KBVB voorziet immers een reglement dat bepaalt dat een clubnaam gedurende de eerste tien jaar na de verdwijning ervan niet mag worden gebruikt. De kleuren werden rood en geel, van het vroegere KVG Oostende. Op 8 september 1982 werd de eerste competitiewedstrijd gespeeld, in Vierde Provinciale. De club kreeg stamnummer 8837. Op papier was dit dus een andere club dan het vroegere VG Oostende, het nieuwe VG kon geen aanspraak maken op het palmares en de geschiedenis van het oude VG Oostende.
De nieuwe club kende tijdens jaren '80 verschillende problemen, zowel op het financiële vlak, als door een tekort aan belangstelling en diverse wissels binnen het bestuur. Ook sportief kende de ploeg enkele moeilijke seizoenen. Pas in het begin van de jaren '90 kende VG een eerste opgang. In 1989/90 slaagde de club erin om de titel te pakken in zijn reeks, en te promoveren naar Derde Provinciale. 
Op 22 augustus 1991 kon FCOVG eindelijk zijn naam veranderen naar Vanneste Genootschap Oostende, of VG Oostende, tien jaar na het verdwijnen van de naam van de oorspronkelijke club. 
Aan het einde van het seizoen 1991/92 mocht VGO opnieuw de titel vieren, waardoor het kon doorstoten naar Tweede Provinciale. In haar eerste seizoen in Tweede werd VG meteen vicekampioen. In de daaropvolgende eindronde werd de promotie afgedwongen naar de hoogste provinciale afdeling. VG zakte echter onmiddellijk, en gedurende de rest van de jaren '90 schommelde de club tussen Eerste en Tweede Provinciale. 
In het seizoen 2000/01 zakte VG één seizoen terug naar Derde Provinciale, maar in de jaren erna maakte de club een nieuwe opgang.
In 2001 verhuisde de club overigens van het vervallen Armenonville, waar ook het oude VG Oostende altijd heeft gespeeld, naar het gemeentelijke Albertparkstadion. Het oude Armenonville werd enkele jaren later afgebroken.
In 2004/05 werd VGO kampioen in Eerste Provinciale. De club promoveerde, voor het eerst in haar relatief jonge bestaan, naar de nationale afdelingen en trad vanaf 2005 aan in de Vierde Klasse. In haar eerste seizoen in Bevordering streed VGO meteen mee bovenaan in haar reeks. Tot twee speeldagen voor het einde stond de club mee aan de leiding. Uiteindelijk moesten de Végisten de titel aan KSV Oudenaarde laten, en ook in de eindronde faalde de ploeg om de promotie naar de derde nationale afdeling af te dwingen.
VGO zou zich vier opeenvolgende seizoenen weten te handhaven in Bevordering, tot de club in het seizoen 2008/09 als laatste eindigde in haar reeks en zakte naar Eerste Provinciale. Ook in het daaropvolgende seizoen wist VG zich niet te handhaven in zijn reeks, en zakte meteen naar Tweede Provinciale.
Omdat de accommodatie in het Albertparkstadion te ruim was geworden voor een tweedeprovincialer, verhuisde de ploeg in 2010 naar het Oostendse Mispelplein, waar het ter ziele gegane Hoger Op Oostende jarenlang zijn thuiswedstrijden had afgewerkt.
In 2012 mocht VG opnieuw een titel vieren, waardoor het in 2012/13 weer in de hoogste provinciale afdeling uitkomt. In dat seizoen werd de club meteen vicekampioen. Door (in de eerste plaats financiële) problemen moest VG echter forfait geven voor de eindrondewedstrijden.
Het seizoen 2013/14 werd, met een sterk verjongde kern, aangevat in Eerste Provinciale. In november 2013 ging de club vrijwillig in vereffening.

## Resultaten
| Seizoen | Klasse | Klasse | Klasse | Klasse | Klasse | Klasse | Klasse | Klasse | Reeks              | Punten | Opmerkingen |
|         | I      | II     | III    | IV     | P.I    | P.II   | P.III  | P.IV   |                    |        | |
| ------- | ------ | ------ | ------ | ------ | ------ | ------ | ------ | ------ | ------------------ | ------ | --- |
| 1982/83 |        |        |        |        |        |        |        | 14     | Vierde Provinciale | 9      | FCOVG eindigde laatste |
| 1983/84 |        |        |        |        |        |        |        | 7      | Vierde Provinciale | 27     | |
| 1984/85 |        |        |        |        |        |        |        | 12     | Vierde Provinciale | 17     | |
| 1985/86 |        |        |        |        |        |        |        | 4      | Vierde Provinciale | 27     | |
| 1986/87 |        |        |        |        |        |        |        | 11     | Vierde Provinciale | 17     | |
| 1987/88 |        |        |        |        |        |        |        | 7      | Vierde Provinciale | 26     | |
| 1988/89 |        |        |        |        |        |        |        | 11     | Vierde Provinciale | 15     | |
| 1989/90 |        |        |        |        |        |        |        | 1      | Vierde Provinciale | 38     | |
| 1990/91 |        |        |        |        |        |        | 9      |        | Derde Provinciale  | 29     | |
| 1991/92 |        |        |        |        |        |        | 1      |        | Derde Provinciale  | 44     | Kampioen |
| 1992/93 |        |        |        |        |        | 2      |        |        | Tweede Provinciale | 45     | winst finale eindronde tegen WS Bellegem |
| 1993/94 |        |        |        |        | 15     |        |        |        | Eerste Provinciale | 17     | Degradeert |
| 1994/95 |        |        |        |        |        | 1      |        |        | Tweede Provinciale | 47     | Kampioen |
| 1995/96 |        |        |        |        | 15     |        |        |        | Eerste Provinciale | 22     | Degradeert |
| 1996/97 |        |        |        |        |        | 12     |        |        | Tweede Provinciale | 32     | |
| 1997/98 |        |        |        |        |        | 2      |        |        | Tweede Provinciale | 65     | winnaar eindronde na verslaan van HO Wingene, Veurne en Hooglede |
| 1998/99 |        |        |        |        | 15     |        |        |        | Eerste Provinciale | 29     | Degradeert |
| 1999/00 |        |        |        |        |        | 14     |        |        | Tweede Provinciale | 24     | VGO eindigde op twee na laatste en wint een barragewedstrijd tegen Heule. Later werd in de hogere reeksen echter Eendracht Wervik naar Eerste Provinciale verwezen, en zo degradeerde VGO toch. |
| 2000/01 |        |        |        |        |        |        | 1      |        | Derde Provinciale  | 69     | |
| 2001/02 |        |        |        |        |        | 10     |        |        | Tweede Provinciale | 40     | |
| 2002/03 |        |        |        |        |        | 2      |        |        | Tweede Provinciale | 65     | promotie na winst eindronde |
| 2003/04 |        |        |        |        | 4      |        |        |        | Eerste Provinciale | 41     | |
| 2004/05 |        |        |        |        | 1      |        |        |        | Eerste Provinciale | 64     | Kampioen |
| 2005/06 |        |        |        | 2      |        |        |        |        | Vierde Klasse A    | 63     | verlies in eindronde tegen RRC Péruwelz (3-0) |
| 2006/07 |        |        |        | 3      |        |        |        |        | Vierde Klasse A    | 55     | |
| 2007/08 |        |        |        | 3      |        |        |        |        | Vierde Klasse A    | 59     | |
| 2008/09 |        |        |        | 16     |        |        |        |        | Vierde Klasse A    | 10     | |
| 2009/10 |        |        |        |        | 14     |        |        |        | Eerste Provinciale | 26     | |
| 2010/11 |        |        |        |        |        | 4      |        |        | Tweede Provinciale | 49     | |
| 2011/12 |        |        |        |        |        | 1      |        |        | Tweede Provinciale | 69     | |
| 2012/13 |        |        |        |        | 2      |        |        |        | Eerste Provinciale | 61     | Forfait in interprovinciale eindronde tegen RES Couvin-Mariembourg |
| 2013/14 |        |        |        |        | 16     |        |        |        | Eerste Provinciale | 0      | ging in november in vereffening |